# República de Ezo
La República de Ezo (蝦夷共和国 Ezo Kyōwakoku?) fue un Estado de corta duración compuesto por seguidores del shogunato Tokugawa, que se habían establecido en la isla de Hokkaidō, al norte de Japón.
Tras la derrota de las fuerzas del shogunato en la Guerra Boshin (1868-1869) durante la Restauración Meiji, una parte del antiguo ejército del shōgun comandado por el almirante Enomoto Takeaki (1836-1908) huyó hacia la isla norteña de Ezo (actual Hokkaidō), junto con varios miles de soldados y un grupo de asesores militares franceses a las órdenes de Jules Brunet. Enomoto hizo un último intento pidiendo a la Corte Imperial de Tokio que se le autorizara el desarrollo de Hokkaidō y poder mantener la tradición samurái, pero esta solicitud le fue denegada.

## Historia

### Fundación de la república
El 15 de enero de 1868 se proclama independiente la "República de Ezo": con una organización similar a la que tenía Estados Unidos, fue elegido como primer presidente Enomoto, con el nombre japonés de sosai. Sería la primera persona elegida por sufragio en Japón, dado que este se gobernaba bajo una estricta estructura feudal y con el apoyo de los señores de la guerra. Durante la magistratura de Nagai Naoyuki, intentaron rechazar acuerdos con las legaciones extranjeras que se encontraban en Hakodate. Franceses, y británicos condicionaron al reconocimiento diplomático de la independencia de la nueva república, pero el gobierno Meiji lo rechazó.
Los medios de financiación estaban condicionados a 180 000 ryō ("monedas de oro") traídos del Castillo de Osaka tras la precipitada partida del shōgun Tokugawa Yoshinobu de la batalla de Toba-Fushimi a principios de 1868.

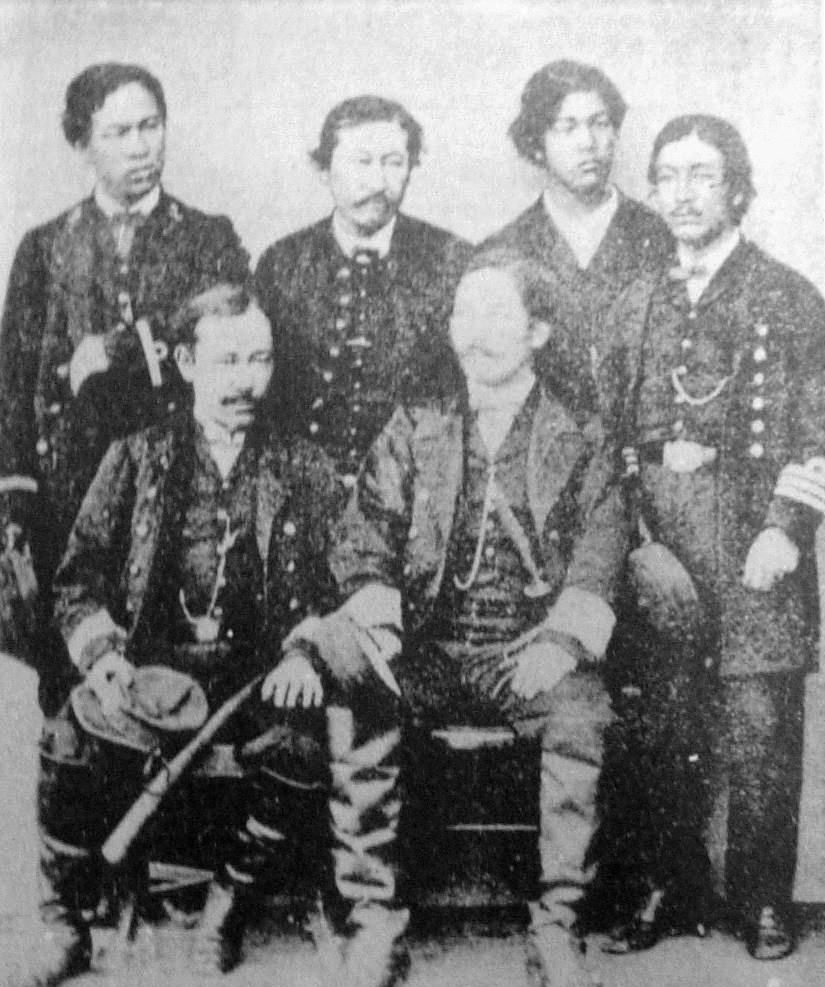
Miembros fundadores de la República de Ezo. El presidente, Enomoto Takeaki, está sentado a la derecha.

Las defensas de la península de Hakodate fueron reforzadas durante el invierno de 1868, con la fortificación Goryōkaku de tipo Traza italiana en el centro de la península. Se organizaron las tropas franco-niponas. Su estructura era: el Comandante en Jefe Otori Keisuke siendo el segundo el capitán francés Jules Brunet, y dividido en 4 brigadas, cada una comandada por un oficial francés (Arthur Fortant, Jean Marlin, André Cazeneuve, y François Bouffier). A su vez estas estaban divididas en 8 sub-brigadas, y cada una de ellas comandadas por un militar japonés.
Brunet requirió - y se le concedió - una promesa personal de lealtad hacia los comandantes franceses, e insistió en que asimilaran los conceptos e ideas franceses. Un oficial francés escribió que tenían a su cargo los organismos más importantes, "...aduanas, ayuntamientos, fortificaciones, ejército; todo pasa por nuestras manos. El japonés es una marioneta, fácil de manejar..." [y lo que] "...y ha llevado a cabo una nueva Revolución francesa de 1789 en este desafiante nuevo Japón; la elección de los dirigentes por su mérito y no por su nacimiento - estos son cambios buenos para este país, y Brunet lo ha conseguido muy bien, teniendo en cuenta la preocupante situación actual...".

### Victoria de las fuerzas imperiales
Las tropas imperiales se habían consolidado en la isla principal y se mantenían a la espera. En abril de 1869 partió una flota hacia Ezo transportando 7000 hombres. Las fuerzas imperiales progresaron rápidamente y ganaron la batalla naval de Hakodate, donde también cayó la fortaleza de Goryōkaku. Enomoto se rindió el 17 de mayo de 1869, devolviendo Goryōkaku al comandante del estado mayor Kuroda Kiyotaka de Satsuma el 18 de mayo de 1869. Kuroda dijo que le había causado una fuerte impresión la dedicación que tenía Enomoto en el combate, y se recuerda a este como uno de los motivos que libró de la ejecución a Enomoto. Por los acuerdos de rendición, la República de Ezo dejó de existir el 27 de junio de 1869. El 15 de agosto de ese mismo año, se rebautizó la isla con el nombre de Hokkaidō ("Distrito del Mar del Norte").